# Saalfelden
Saalfelden am Steinernen Meer er en by og kommune i det centrale Østrig, med et indbyggertal på omkring 16.000. Byen ligger i delstaten Salzburg, ved bredden af floden Saalach.